# Helen Stratton
Helen Stratton (Nowganj, 5 aprile 1867 – Bath, 4 giugno 1961) è stata un'illustratrice britannica.

## Biografia

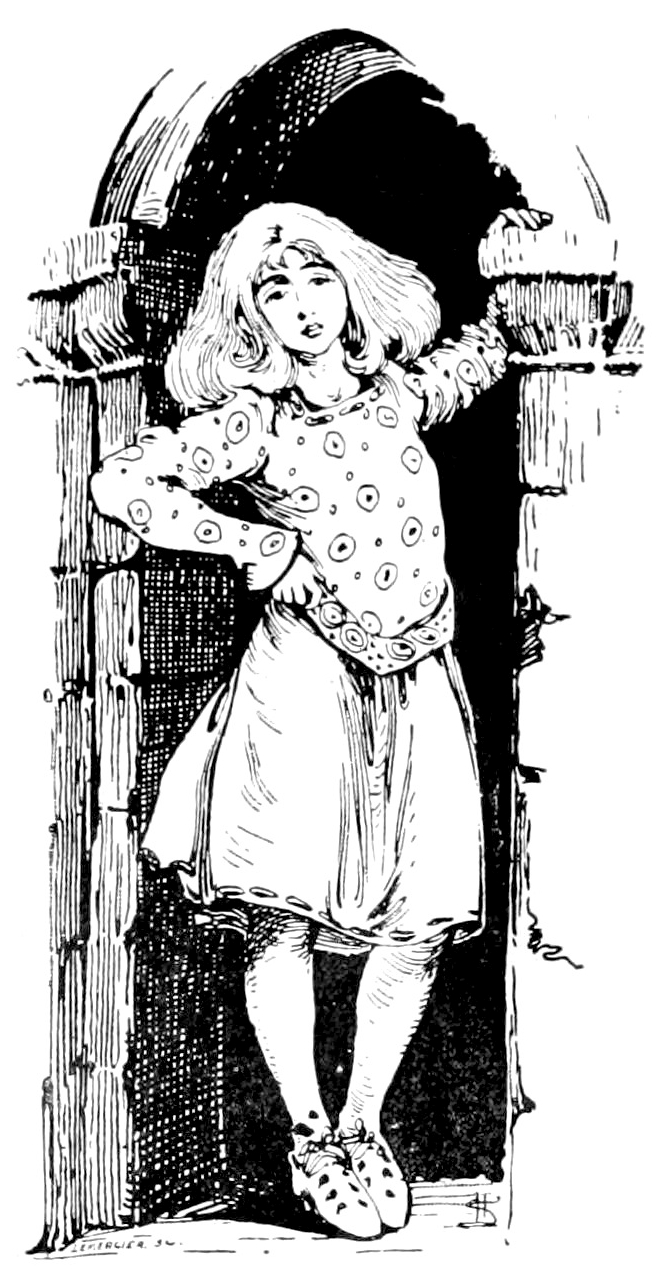
Illustrazione dalle Fairy Tales of Hans Christian Andersen, presente nella prima pagina.

Stratton è nata in una cittadina dell'India sotto dominio inglese, il 5 aprile del 1867, figlia di un chirurgo del servizio militare locale John Proudfoot Stratton (1830–1895) e Georgina Anne Anderson. Subito dopo la nascita di Helen e dopo il pensionamento del padre, la famiglia si trasferì in Inghilterra, stabilendosi nella città di Bath. Nel 1891 Helen era a Kensington, per frequentare la scuola d'arte, dove divenne una seguace dell'Art Nouveau nello stile della Glasgow School. Per molti anni ha vissuto e lavorato come illustratrice di libri e pittrice a Kensington con la madre vedova e i fratelli. Stratton rimase celibe e negli anni '30 tornò a Bath, vivendo al Bungalow, nel quartiere di Widcombe Hill. Morì il 4 giugno 1961, all'età di 95 anni, presso la Cran Hill Nursing Home (Weston).

## Carriera
Dal 1896 Stratton divenne famosa per le illustrazioni a penna e inchiostro, audaci e fantasiose, dei racconti classici, il suo primo successo fu Songs for Little People di Norman Gale, di cui The Bookseller scrisse nel 1896 «Miss Stratton è diretta, accodava e delimitava i versi con una serie di fantasie squisitamente illustrate». Nel 1898 disegnò 167 illustrazioni per Beyond the Border di Walter Douglas Campbell, poi un anno dopo raggiunse l'apice della sua carriera di illustratrice con oltre quattrocento disegni per un'edizione in quarto stile art nouveau finemente realizzata de Le fiabe di Hans Christian Andersen, pubblicato da George Newnes. Nello stesso anno ha collaborato con William Heath Robinson e altri tre illustratori (A.D. McCormick; A.L. Davis; e A.E. Norbury) per creare centinaia di illustrazioni per The Arabian Nights Entertainments, inizialmente pubblicato in sezioni, poi successivamente in una grande edizione in quarto. Sebbene inizialmente nota per le sue illustrazioni in bianco e nero, ha anche illustrato ad acquerello per opere come Leggende eroiche di Herbertson (1908) e Un libro di miti di Jean Lang (1915). Il suo lavoro per The Princess and the Goblin di George MacDonald e il seguito The Princess and Curdie (1912) furono particolarmente popolari e furono spesso ristampati.

## Pubblicazioni illustrate
- Norman Rowland Gale - Songs For Little People, 8 tavole in bianco e nero, disegni in bianco e nero in tutto (Constable, 1896)
- Hans Christian Andersen – Tales From Hans Andersen (Constable, 1896)
- Walter Douglas Campbell - Beyond The Border, 167 disegni in bianco e nero (Constable, 1898)
- Hans Christian Andersen - The Fairy Tales of Hans Christian Andersen, circa 400 illustrazioni in bianco e nero di Lemercier e Helen Stratton (che ottiene l'unico credito sul frontespizio) (George Newnes, 1899)
- Anonimo - The Arabian Nights Entertainments (collaboratore) (George Newnes, 1899)
- George Laurence Gomme – The Princess's Story Book, 23 disegni in bianco e nero (Constable, 1901)
- Varî – Fairy Tales for Little Folk (Blackie, 1902)
- Varî - Long, Long Ago: A Picture Book of Nursery Tales (Blackie, 1902)
- Thomas Malory – Selections From “Le Morte D’Arthur” (a cura di C.L. Thomson) (Marshall, 1902)
- Clara Linklater Thomson – Tales From The Greek (Marshall, 1902)
- Fratelli Grimm – Grimm’s Fairy Tales (1903)
- Charles Lamb – Shakespeare For Young People (The Tempest) (Alexander Moring, 1904)
- Hans Christian Andersen – Hans Andersen's Fairy Tales, 16 tavole a colori, numerose B/N (Blackie, 1905)
- Gladys Davidson (selezionato e raccontato per i bambini da) – The Arabian Nights' Entertainments (Blackie, 1906)
- Bessie Marchant – A Daughter of the Ranges (Blackie, 1906)
- Agnes Grozier Herbertson – Heroic Legends, 16 tavole a colori (Blackie, 1908)
- Fratelli Grimm – Cherry Blossom and Other Stories from Grimm 16 tavole a colori, 39 B/N (Blackie, 1908)
- John Bunyan (raccontato da Agnes Grozier) – The Pilgrim's Progress (Blackie, 1909)
- Gladys Davidson (selezionate e raccontate per i bambini da) - The Arabian Nights’ Entertainments (Blackie, 1909; ed. estesa del 1906 ed.)
- Eliza F. Pollard – Frontespizio a colori per A Saxon Maid, disegni di testo in bianco e nero (Blackie, 1909)
- Jessie Mabel Dearmer – The Playmate: A Christmas Mystery (Mowbray, 1910)
- George MacDonald – The Princess and the Goblin (Blackie, 1911)
- George MacDonald - The Princess and Curdie, 12 tavole a colori, 29 B/N (Blackie, 1912)
- Coronata Principessa di Romania, The Lily of Life: A Fairy Tale, prefazione di Sylvia Carmen, 18 tavole a colori (Hodder, 1913)
- Ethel Carnie – The Lamp Girl and Other Stories (Headley Bros, 1913)
- Jean Lang – A Book of Myths, 20 tavole a colori (TC & E.C. Jack, 1915)
- Eleanor Cecilia Barnes – As The Water Flows: A Record of Adventures in a Canoe on The Rivers and Trout Streams of Southern England, 36 tavole a colori, disegni in bianco e nero e iniziali (Grant Richards, 1920)
- Fratelli Grimm – Stories From Grimm (Blackie, 1921)
- Henry Lawrence Somers Cocks – Frontespizio a colori per The Mystery of Malvern Mire, disegni di testo B/N (Wilson & Phillips, 1924)
- Enid Leale – Tony’s Desert Island (Nelson, 1929)
- Christine Chaundler – Frontespizio a colori per Ronald's Burglar, B/N in tutto (Nelson, 1934)
- Constance Savery – Nicolas Chooses White May (Nelson, 1930)